# Tlenek kobaltu(II)
Tlenek kobaltu(II), CoO – nieorganiczny związek chemiczny z grupy tlenków, w którym kobalt występuje na II stopniu utlenienia. Stosowany jest przy barwieniu i odbarwianiu szkła oraz przy produkcji półprzewodników. Jest też często wykorzystywany jako katalizator przy różnego rodzaju reakcjach chemicznych.
Najczęściej stosowaną metodą otrzymywania CoO jest termiczny rozkład tlenku kobaltu(II) kobaltu(III) w temperaturze powyżej 900 °C:
2Co
3O
4 → 6CoO + O
2
Rozkład termiczny pozwala otrzymać ten związek także wtedy, kiedy substratem jest wodorotlenek kobaltu(II):
Co(OH)
2 → CoO + H
2O
Trzecim sposobem, stosowanym w laboratoriach, jest elektroliza chlorku kobaltu(II):
CoCl
2 + H
2O → CoO + H
2 + Cl
2
Tlenek kobaltu(II) stosowany jest do uzyskiwania niektórych soli, według wzoru (R oznacza tutaj resztę kwasową):
CoO + 2HR → CoR
2 + H
2O